# Mughla Kabira
Mughla Kabira (arab. مغلة كبيرة) – miejscowość w Syrii, w muhafazie Ar-Rakka. W 2004 roku liczyła 2239 mieszkańców.